# La papallona blava
La papallona blava (títol original: Le Papillon bleu) és una pel·lícula quebequesa dirigida per Léa Pool (2004). Ha estat doblada al català.

## Argument
Pete és un jove afectat d'un càncer incurable. El seu desig és d'afegir a la seva col·lecció de papallones la molt rarissima morpho blava abans de morir. La seva mare intenta convèncer el famós entomòleg Alan Osborne de portar el seu fill a la jungla per realitzar aquest somni. Després d'algunes reticències, aquest cedeix. Els tres personatges marxen doncs al bosc tropical en cerca de la morpho blava.
En el transcurs del seu periple, els personatges principals s'apropen els uns als altres. Múltiples aventures reforcen aquesta situació. A la vigília de la seva marxa, Pete troba finalment l'objecte dels seus somnis però decideix deixar-ho, a imatge del seu propi cas. En efecte, a la seva tornada, tota traça de càncer en Pete ha desaparegut.
Inspirat d'una història verdadera, aquest film explica l'aventura de Georges Brossard que, a petició de la Fundació Somies de nens, havia portat l'any 1987 un jove noi en fase terminal a Amèrica del Sud amb l'objectiu de capturar una morpho blava.

## Repartiment
- Marc Donato: Pete
- Pascale Bussières: Mare de Pete
- William Hurt: Alan Osborne

## Premis
2004: Festival de Mar del Plata: Selecció oficial llargmetratges a concurs